# Apostolska nunciatura v Gruziji
Apostolska nunciatura v Gruziji je veleposlaništvo Svetega sedeža v Gruziji, ki ima sedež v Tbilisiju.
Trenutni apostolski nuncij je José Avelino Bettencourt.

## Seznam apostolskih nuncijev
- Jean-Paul Aimé Gobel (7. december 1993–6. december 1997)
- Peter Stephan Zurbriggen (13. junij 1998–25. oktober 2001)
- Claudio Gugerotti (7. december 2001–15. julij 2011)
- Marek Solczyński (26. november 2011–25. april 2017)
- José Avelino Bettencourt (8. marec 2018–danes)